# Canale dei fiumi James e Kanawha
Il canale dei fiumi James e Kanawha è stato un canale della Virginia costruito per facilitare la navigazione di imbarcazioni passeggeri e merci fra le aree occidentali del fiume James (fiume) (Virginia) e quelle orientali del fiume Kanawha (fiume).
Valutato e pianificato da George Washington, i suoi lavori cominciarono nel 1785 e fu completato solo nel 1851. Pur essendo in teoria un utile strumento per il trasporto, il canale non poteva affrontare in modo concorrenziale la ferrovia e, al di là degli alti costi di esecuzione (assunti dallo Stato della Virginia), il canale subì di frequente i danni causati dalle inondazioni e, dopo la guerra di secessione, fu smantellato in favore di un tronco ferroviario negli anni Settanta del XIX secolo.